# Johann Jakob Hess (théologien)
Pour les articles homonymes, voir Hess.
Johann Jakob Hess est un théologien protestant suisse, né à Zurich le 21 octobre 1741 et mort le 29 mai 1828.

## Biographie
Diacre (1777), il se distingue comme prédicateur et devient en 1795 doyen du clergé dans sa ville natale.

## Œuvres
- 1772 : Histoire des trois dernières années de la vie de J.-C., Zurich, 3 vol
- 1774 : Sur le royaume de Dieu
- 1775 : Histoire des Apôtres, 1775, 12 vol
- 1776-1786 : Histoire des Israélites, 12 vol.